# پرچینه
پرچینه (نام علمی: Pleioptygma) نام یک سرده از بالاخانواده خاردارواران است.